# Starke Säuren
Starke Säuren bezeichnen in der Chemie eine Untergruppe der Säuren. Sie liegen in wässrigen Lösungen größtenteils ionisiert vor, somit sind sie starke Elektrolyten. Die Säurestärke bezieht sich immer auf die wässrigen Lösungen der Säure, nicht auf die Reinstoffe.

## Reaktivität
Wenn eine reine Säure in Wasser gegeben wird, bildet sich eine saure Lösung. Diese Reaktion, bei der die Säure ihr Proton abgibt und auf die Base überträgt, nennt sich Protolyse. Starke Säuren liegen immer größtenteils protolysiert/ionisiert in wässriger Lösung vor. Das Reaktionsgleichgewicht liegt auf der Seite der Produkte. Folgend ist ein allgemeines Beispiel einer Säure HA, die in Wasser protolysiert:
{\displaystyle \mathrm {HA+H_{2}O\ \rightleftharpoons \ H_{3}O^{+}+A^{-}} }
Bei einer starken Säure liegt dieses Gleichgewicht, wie oben schon erwähnt, auf der rechten Seite, der Produktseite. Es bildet sich ein positiv geladenes Oxoniumion und ein negativ geladenes Anion. Das Anion ist die korrespondierende Base zur Säure. Diese Paare nennen sich korrespondierende Säure-Base-Paare.

Die Reaktivität der starken Säuren hängt im Wesentlichen von der Konzentration der gebildeten Oxoniumionen ab. Zusätzlich hängt die Reaktivität auch von der Base des Säure-Base-Paares ab.

## pKs- und pKb-Werte
Ein Weg, herauszufinden, wie stark eine Säure ist, geht über die protochemische Spannungsreihe, in der die pKs- und pKb-Werte einiger Säure-Base-Paare aufgelistet sind. Die pKb-Werte bezeichnen hierbei die Basenstärke und die pKs-Werte die Säurestärke. Die pKs- und pKb-Werte geben an, inwieweit eine Säure bei der Gleichgewichtsreaktion mit Wasser protolysiert vorliegt. Dabei gilt: Je kleiner der Wert desto stärker ist die Säure/Base. Sehr starke Säuren besitzen einen pKs-Wert von kleiner als −0,35. Starke bis mittelstarke Säuren besitzen einen pKs-Wert von ±0,35. Starke Säuren sind immer auch schwache Basen.
Die folgende Tabelle listet pKs- und pKb-Werte einiger sehr starker bis sehr schwacher Säuren und ihrer korrespondierenden Basen bei Standardbedingungen auf. Mittelstarke Säuren und Basen sind hellgrau hinterlegt, während schwache bis sehr schwache Säuren und Basen dunkelgrau hinterlegt sind. Sie sind nur zum Vergleich aufgelistet:
| Säurestärke  | pKs   | Säure + H2O {\displaystyle \ \rightleftharpoons \ } H3O+ + Base | Säure + H2O {\displaystyle \ \rightleftharpoons \ } H3O+ + Base | pKb   | Basenstärke  |
| ------------ | ----- | --------------------------------------------------------------- | --------------------------------------------------------------- | ----- | ------------ |
| sehr stark   | −10   | HClO4                                                           | ClO4−                                                           | 24    | sehr schwach |
| sehr stark   | −10   | HI                                                              | I−                                                              | 24    | sehr schwach |
| sehr stark   | −6    | HCl                                                             | Cl−                                                             | 20    | sehr schwach |
| sehr stark   | −3    | H2SO4                                                           | HSO4−                                                           | 17    | sehr schwach |
| sehr stark   | −1,32 | HNO3                                                            | NO3−                                                            | 15,32 | sehr schwach |
| stark        | 0,00  | H3O+                                                            | H2O                                                             | 14,00 | schwach      |
| stark        | 1,92  | HSO4−                                                           | SO42−                                                           | 12,08 | schwach      |
| stark        | 2,13  | H3PO4                                                           | H2PO4−                                                          | 11,87 | schwach      |
| stark        | 2,22  | [Fe(H2O)6]3+                                                    | [Fe(OH)(H2O)5]2+                                                | 11,78 | schwach      |
| stark        | 3,14  | HF                                                              | F−                                                              | 10,86 | schwach      |
| stark        | 3,75  | HCOOH                                                           | HCOO−                                                           | 10,25 | schwach      |
| mittelstark  | 4,75  | CH3COOH                                                         | CH3COO−                                                         | 9,25  | mittelstark  |
| mittelstark  | 4,85  | [Al(H2O)6]3+                                                    | [Al(OH)(H2O)5]2+                                                | 9,15  | mittelstark  |
| mittelstark  | 6,52  | H2CO3                                                           | HCO3−                                                           | 7,48  | mittelstark  |
| mittelstark  | 6,92  | H2S                                                             | HS−                                                             | 7,08  | mittelstark  |
| mittelstark  | 7,20  | H2PO4−                                                          | HPO42−                                                          | 6,80  | mittelstark  |
| schwach      | 9,25  | NH4+                                                            | NH3                                                             | 4,75  | stark        |
| schwach      | 9,40  | HCN                                                             | CN−                                                             | 4,60  | stark        |
| schwach      | 10,40 | HCO3−                                                           | CO32−                                                           | 3,60  | stark        |
| schwach      | 12,36 | HPO42−                                                          | PO43−                                                           | 1,64  | stark        |
| schwach      | 13,00 | HS−                                                             | S2−                                                             | 1,00  | stark        |
| schwach      | 14,00 | H2O                                                             | OH−                                                             | 0,00  | stark        |
| sehr schwach | 15,90 | CH3CH2-OH                                                       | CH3-CH2-O−                                                      | −1,90 | sehr stark   |
| sehr schwach | 23    | NH3                                                             | NH2−                                                            | −9    | sehr stark   |
| sehr schwach | 48    | CH4                                                             | CH3−                                                            | −34   | sehr stark   |

## Sehr starke anorganische Säuren
Bei den sehr starken anorganischen Säuren handelt es sich vor allem um Wasserstoffhalogenide, wie Chlorwasserstoff (HCl), Bromwasserstoff (HBr) und Iodwasserstoff (HI).
Außerdem sind die Sauerstoffsäuren Schwefelsäure (H2SO4), Salpetersäure (HNO3) und Perchlorsäure (HClO4) bekannte sehr starke Säuren. Viele Supersäuren sind ebenfalls anorganisch.

## Starke organische Säuren
Bei den organischen Säuren wird zwischen unterschiedlichen Stoffgruppen unterschieden. Sie werden nach ihren funktionellen Gruppen eingeteilt. Die bekannteste Gruppe sind die Carbonsäuren. Diese sind an sich meist eher mittelstark. Wenn allerdings in der Nähe der Carboxygruppe ein elektronenziehender Substituent ist, wie z. B. Halogenide, dann handelt es sich um starke Säuren. Beispielsweise ist die Trifluoressigsäure (CF3COOH) mit einem pKs-Wert von 0,23 wesentlich stärker als die unsubstituierte Essigsäure (CH3COOH) mit einem pKs-Wert von 4,75. Außerdem gelten die Sulfonsäuren, Phosphonsäuren, sowie unvollständig veresterte Schwefelsäureester und Phosphorsäureester als starke Säuren. Zu den stärksten bekannten organischen Säuren gehören die Supersäuren Pentacyanocyclopentadien und die Gruppe der per-halogenierten Carborane.